# Choco☆milQ
CHOCO★MILQ（チョコミルク）は、日本の3人組女性アイドルグループ。大阪を中心に活動を行っており、2015年までは別メンバーでchoco☆milQ（読み同じ）として活動していた。所属事務所はFine Promotion。レーベルはFP Records（choco☆milQ時代は、ユニバーサルミュージック内の次世代アイドル専門レーベルROCKET BEATS）。

## 概要
2013年1月にchoco☆milQとして結成。「君の笑顔をみたいから」をモットーに「笑顔届け隊」をキャッチフレーズとし、大阪を中心に活動を行っている。
なお、ファンの事を「笑顔応援し隊」と呼んでいる。

## メンバー

### CHOCO★MILQ
メンバーカラーはメンバーの名前から。
| カラー             | 名前        | よみ            | 生年月日（年齢） | ニックネーム | 備考 |
| ------------------ | ----------- | --------------- | ---------------- | ------------ | ---- |
| 癒しのグリーン     | 宮田 樹     | みやた いつき   | 2003年6月7日     | いっちー     |      |
| 笑顔のイエロー     | 裏山 向日葵 | うらやま ひまり | 2003年2月24日    | ひまりん     |      |
| 愛情いっぱいピンク | 日置 愛莉   | ひおき あいり   | 2003年8月7日     | あいりーぬ   |      |

### choco☆milQ
基本フォーメーション：左から上田絢生、藤井里愛、工藤菫、佐々木美玲、小磯美玖、後藤楓

#### 2015年11月1日 全員卒業時点でのメンバー
| カラー   | 名前       | よみ          | 生年月日（年齢） | ニックネーム         | 備考                                               |
| -------- | ---------- | ------------- | ---------------- | -------------------- | -------------------------------------------------- |
| レッド   | 佐々木美玲 | ささき みれい | 1999年12月17日   | みーぱん             | 2014年2月までのメンバーカラーはブルー 元・日向坂46 |
| グリーン | 上田 絢生  | うえだ あやみ | 1998年6月29日    | あやぽん             | リーダー 「Dark Idol」参加者                       |
| オレンジ | 小磯 美玖  | こいそ みく   | 2001年1月5日     | みくちー             | 2014年2月14日加入                                  |
| 水色     | 藤井 里愛  | ふじい りあ   | 1999年2月8日     | りーちゃん、りありあ | 2014年2月14日加入                                  |

#### 過去のメンバー
| カラー   | 名前      | よみ          | 生年月日（年齢） | ニックネーム | 備考                                                               |
| -------- | --------- | ------------- | ---------------- | ------------ | ------------------------------------------------------------------ |
|          | 蓑田 悠   | みのだ はるか | 1997年7月11日    | はるかんぬ   | 結成当初に在籍、初代リーダー                                       |
| レッド   | 志賀 奈々 | しが なな     | 1998年5月26日    | ななりん     | 2013年12月8日卒業                                                  |
| イエロー | 有本 沙和 | ありもと さわ | 1999年4月25日    | にこさわ     | 2013年12月8日卒業                                                  |
| パープル | 工藤 菫   | くどう すみれ | 2001年1月15日    | すーみん     | 2014年2月14日加入、2015年7月9日脱退 現・アップアップガールズ（仮） |
| ピンク   | 後藤 楓   | ごとう かえで | 1999年3月23日    | かえぴょん   | 2015年8月9日卒業                                                   |

## 略歴
- 2013年1月 - テアトルアカデミー大阪校所属者によりグループ結成。結成当初は、有本沙和、上田絢生、後藤楓、佐々木美玲、志賀奈々、蓑田悠の6人だったが、まもなく蓑田悠が脱退し、5人での活動となる[7]。
- 2013年12月8日 - 志賀奈々と有本沙和が卒業[8]。残ったメンバーの3人中2人が高校受験のため、choco☆milQ自体の活動を一時休止[9]。
- 2014年2月14日 - 小磯美玖、藤井里愛、工藤菫の3人が加入し、6人構成となる[4]。
- 2014年3月1日 -  活動を本格的に再開[10]。
- 2014年8月20日 - デビューシングル『Pure Pure Chocolate』発売[1]。発売イベントで同じ事務所に所属する鈴木福から激励を受ける[11]。
- 2014年8月31日 - 横浜アリーナにて行われた「@JAM EXPO 2014」に出演[12]。
- 2014年12月30日 - 東京にて行われた「FiveStars2014 supported by NHKオンデマンド ご当地アイドルコレクション」に出演[13][14]。
- 2014年12月30日 - 佐々木美玲が高校受験のため、一時活動を休止し、当面の間5人での活動となる[15]。
- 2015年3月21日 - Ash OSAKAで開催されたchoco☆milQ主催ライブ「choco☆milQ始動1周年[注釈 1]スペシャルライブ[16]」で佐々木美玲が復帰し、再び6人体制に戻る[17]。
- 2015年4月2日 - 工藤菫が体調不良のため、一時活動を休止[18]。後に正式に無期限の活動休止が発表され[19]、再び当面の間5人での活動となる。
- 2015年7月22日 - セカンドシングル『走れ！青春』発売。
- 2015年8月9日 - レコ発ワンマンLIVEにて、後藤楓が卒業。しばらくは4人での活動になる。
- 2015年11月1日 - 卒業ライブをもって、残留メンバー（上田絢生、藤井里愛、佐々木美玲、小磯美玖）が全員卒業。活動は休止するも、グループ自体は解散しない方針。
- 2016年2月27日 - グループ「マイルド☆ポップ」として活動した宮田樹、裏山向日葵、日置愛莉の3人が、「CHOCO★MILQ」として活動を開始した。
- 2017年1月 - テアトルアカデミーからFinePromotionに運営委託（のちに移籍）。
- 2018年11月6日 - 2018年12月29日開催の「ワンマンライブ ～約束の場所～」をもって解散することを発表[20]。
- 2018年12月29日 - OSAKA MUSEにて、「ワンマンライブ ～約束の場所～」が開催され、同日をもって解散。宮田樹、日置愛莉は、高校受験のため活動休止。裏山向日葵は活動を終了した。
- 2022年5月28日 - BIG CATで開催された「女子箱 #300」にて、解散時のメンバーでCHOCO★MILQとして 1日限定復活し、25分のステージを披露した。

## ディスコグラフィ

### シングル
| # | 発売日        | タイトル            | カップリング                                      | 形態 | 規格品番                              | 最高位 |
| - | ------------- | ------------------- | ------------------------------------------------- | ---- | ------------------------------------- | ------ |
| 1 | 2014年8月20日 | Pure Pure Chocolate | ヒミツヲクダサイ (Type-A) Believer (Type-B)       | CD   | POCS-1173 (Type-A) POCS-1174 (Type-B) | 77位   |
| 2 | 2015年7月22日 | 走れ!青春           | 涙キラリ☆ (Type-A) きゅん!きゅん!きゅん! (Type-B) | CD   | POCS-1338 (Type-A) POCS-1339 (Type-B) | 37位   |

### 会場限定CD
- 『Believer』 - 2013年9月23日の単独ライブで発売開始。のちに発売された『Pure Pure Chocolate』のカップリングに収録されているものとはアレンジ等が異なる[22]。

## 出演

### テレビ番組
- ハピくるっ!（2013年5月7日、関西テレビ）[23] -「トレン女通信」のコーナーに当時のメンバーの有本沙和が出演。
- 世紀の神技バラエティ！ツキギメ！奇跡のムチャぶり大作戦 ムチャレンジ！（2013年5月7日、関西テレビ）[24]
- @JAM EXPO 2014～話題のアイドル盛りだくさん!ミックスフルーツ（2014年10月、アイドル専門チャンネルPigoo）[25]
- @JAM EXPO 2014～ドキッ♡アイドルだらけの大運動会（2014年12月、アイドル専門チャンネルPigoo）[25]
- ワッチミー!TV×TV（2015年3月29日、BSフジ）[26]

### ラジオ番組
- 茶屋町アイドルプラザ（2014年8月14日、MBSラジオ）

### 雑誌
- MARQUEE Vol.104（2014年8月10日、マーキー・インコーポレイティド）[27]